# Dissidence au Japon au début de l'ère Shōwa

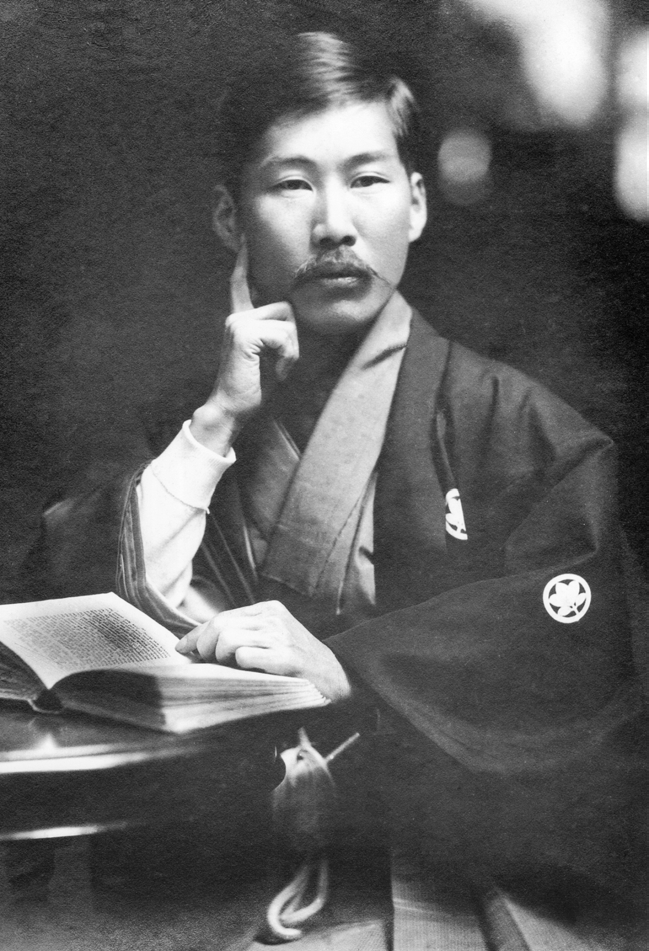
Kotoku Shusui, un des premiers anarchistes japonais.

La dissidence au Japon au début de l'ère Shōwa couvre les opposants japonais individuels à l'empire militariste du Japon avant et pendant la Seconde Guerre mondiale.

## Résistance avant la Seconde Guerre mondiale

### Incident de haute trahison
Shūsui Kōtoku, un anarchiste japonais, critiquait l'impérialisme. Il écrira l'impérialisme: le spectre du  XXe siècle en 1901. En 1911, douze personnes, dont Kōtoku, ont été exécutées pour leur implication dans l'incident de haute trahison, un complot manqué pour assassiner l'empereur Meiji. Kanno Suga, une anarcho-féministe et ancienne épouse en union libre de Kōtoku, a également été exécutée pour participation au complot.

### Fumiko Kaneko et Park Yeol
Fumiko Kaneko était une anarchiste japonaise qui vivait en Corée occupée par les Japonais. Elle, ainsi qu'un anarchiste coréen, Park Yeol, ont été accusés d'avoir tenté de se procurer des bombes auprès d'un groupe indépendantiste coréen à Shanghai. Tous deux ont été accusés d'avoir comploté pour assassiner des membres de la famille impériale japonaise.

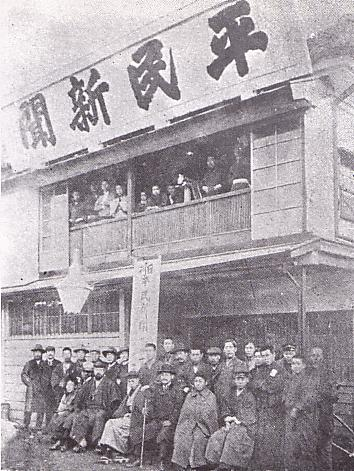
Une photographie de la Heimin-sha qui a publié le Heimin Shimbun, un journal japonais socialiste libertaire.

### Heimin Shimbun
Le Heimin Shimbun (« La plèbe ») était un journal socialiste qui a été le principal véhicule anti-guerre pendant la guerre russo-japonaise, qui a permis la diffusion des idées progressistes, socialistes et anarchistes au Japon. Les principaux écrivains étaient Kotoku Shusui et Sakai Toshihiko. Lorsque le Heimin a dénoncé les impôts élevés causés par la guerre, Sakai a été condamné à deux mois de prison. Lorsque le journal a publié Le Manifeste communiste, Kotoku a été condamné à cinq mois de prison et le journal a été fermé.

### Anarcho-socialiste bouddhiste
Uchiyama Gudō était un prêtre bouddhiste zen Sōtō et anarcho-socialiste. Il était l'un des rares chefs bouddhistes à s'être opposé à l'impérialisme japonais. Gudō était un ardent défenseur de la réforme agraire redistributive, renversant le système d'empereur Meiji, encourageant les appelés à déserter en masse et faisant avancer les droits démocratiques pour tous. Il a critiqué les dirigeants zen qui ont affirmé que la faible position sociale était justifiée par le karma et qui a vendu des abbatiats au plus offrant.
Après que la persécution du gouvernement a poussé les mouvements socialistes et anti-guerre au Japon dans la clandestinité, Gudō a visité Kōtoku Shūsui à Tokyo en 1908. Il a acheté du matériel qui serait utilisé pour installer une presse secrète dans son temple. Gudō a utilisé l'équipement d'impression pour produire des tracts et brochures socialistes populaires ainsi que pour publier certains de ses propres travaux. Uchiyama a été exécuté, avec Kotoku, pour leur implication dans la tentative d'assassinat de l'empereur Meiji. Le sacerdoce d'Uchiyama a été révoqué lors de sa condamnation, mais il a été restauré en 1993 par la secte zen Sōtō.

### Tentative d'assassinat de Hirohito
Daisuke Nanba, étudiant et communiste japonais, a tenté d'assassiner le prince régent Hirohito en 1924. Daisuke a été scandalisé par le massacre des Coréens et des anarchistes au lendemain du grand tremblement de terre de Kantō fin 1923. Parmi les exécutés figuraient son partenaire, l'anarchiste Sakae Ōsugi et son neveu de six ans, ainsi que la féministe Noe Itō, assassinés par Masahiko Amakasu, le futur chef de l'Association cinématographique du Mandchoukouo, une société de production cinématographique basée dans l'État fantoche japonais de Mandchoukouo. Cet événement était connu sous le nom d'incident d'Amakasu. Nanba a été reconnu coupable par la Cour suprême du Japon et pendu en novembre 1924.

### Incident d'Osaka
Hideko Fukuda était considérée comme la « Jeanne d'Arc » du Mouvement pour la liberté et les droits du peuple au Japon dans les années 1880. Elle a également été rédactrice en chef de Sekai Fujin (Femmes du monde), un journal socialiste pour femmes auquel Shūsui Kōtoku a contribué. En 1885, Fukuda a été arrêtée pour son implication dans l'incident d'Osaka, un plan raté pour fournir des explosifs aux mouvements d'indépendance coréens. Ce plan visait à déstabiliser la Corée et à forcer une confrontation entre la Chine et le Japon, conduisant à une révocation des traités entre les deux. Avant que le plan ne puisse être mis en œuvre, la police a arrêté les conspirateurs et confisqué les armes avant de pouvoir quitter le Japon pour la Corée. Parmi les autres participants au plan figurait Oi Kentaro, une autre figure majeure du Mouvement pour la liberté et les droits des peuples.

### Réfugiés politiques japonais au début des années 1900 en Amérique
La côte ouest américaine, qui comptait une importante population japonaise, était un refuge pour les dissidents politiques japonais au début des années 1900. Beaucoup étaient des réfugiés du « Mouvement pour la liberté et les droits du peuple », notamment à San Francisco et Oakland. En 1907, une lettre ouverte adressée à « Mutsuhito, empereur du Japon par des anarchistes » a été publiée au consulat général du Japon à San Francisco. Mutsuhito étant le nom personnel de l'empereur Meiji, cela était considéré comme impoli d'appeler l'empereur par son nom personnel, considéré même comme une insulte. La lettre commença par : « Nous exigeons la mise en œuvre du principe de l'assassinat. » Celle-ci affirmait également que l'empereur n'était pas un dieu ; et s'achevait par la phrase suivante : « Hé toi, misérable Mutsuhito. Des bombes sont tout autour de vous, sur le point d'exploser. Adieu. » Cet incident changea l'attitude du gouvernement japonais envers les mouvements de gauche.

## Résistance japonaise lors de la montée du militarisme

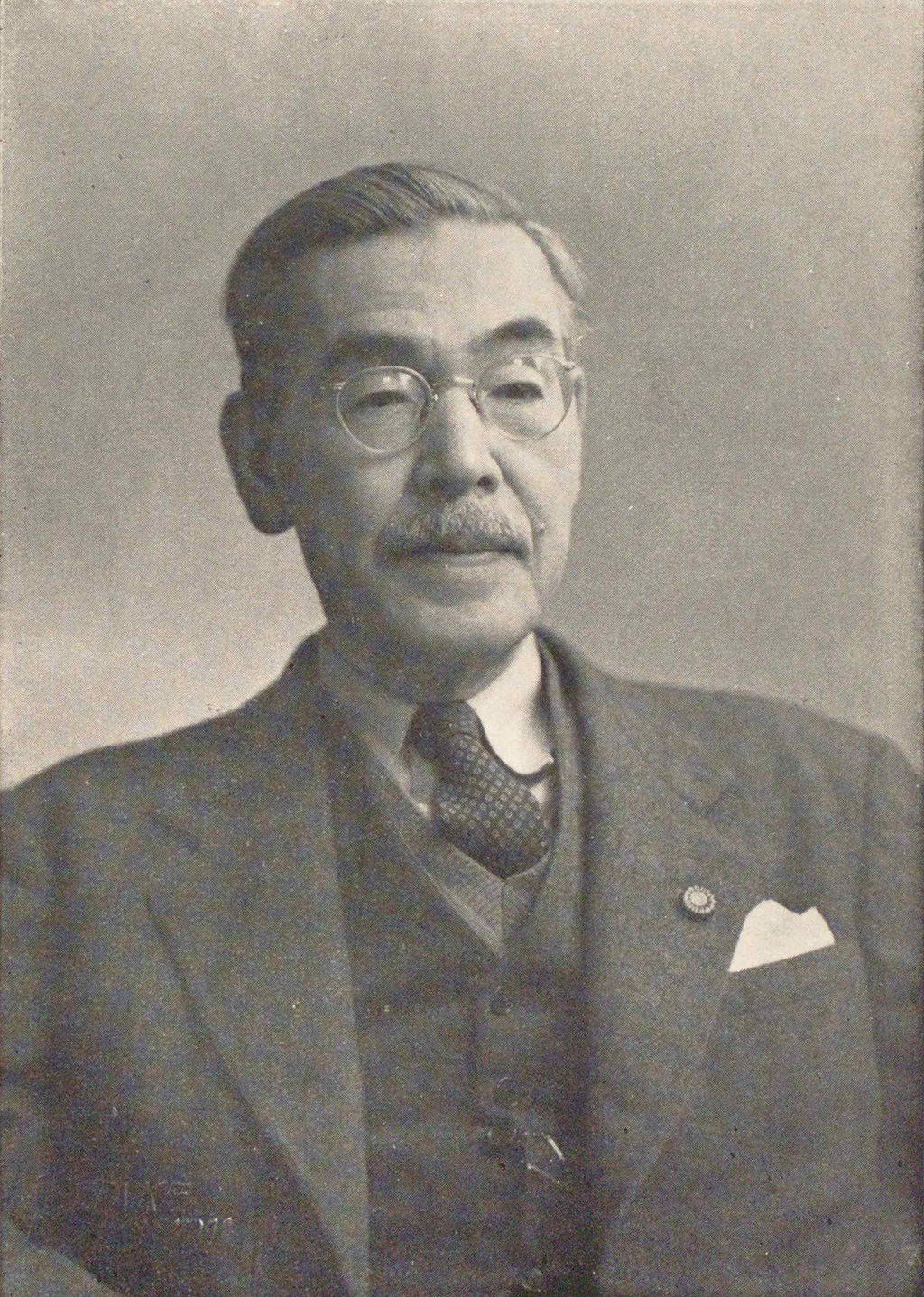
Ikuo Oyama, membre du parti ouvrier-paysan.

### Ikuo Oyama
Ikuo Oyama était membre du parti ouvrier-paysan, qui prônait le suffrage universel, le salaire minimum et les droits des femmes. Yamamoto Senji, un de ses collègues, a été assassiné le 29 février, alors qu'il venait de présenter le jour-même un témoignage à la Diète concernant la torture de prisonniers. Le parti a été interdit en 1928 en raison d'accusations d'avoir des liens avec le communisme. En conséquence, Oyama a fui le Japon en 1933 pour les États-Unis. Il a obtenu un emploi à l'Université Northwestern dans son département de bibliothèque et de science politique. Pendant son exil, il a travaillé en étroite collaboration avec le gouvernement américain contre l'empire du Japon. Oyama a joyeusement serré la main de Zhou En-lai, qui a combattu les Japonais dans la Seconde Guerre sino-japonaise. Il a notamment reçu le prix Staline le 20 décembre 1951. Craignant qu'il ne devienne un outil des soviétiques, ses compagnons de route le supplièrent de ne pas accepter le Prix Lénine pour la paix. Certains de ses plus vieux amis l'abandonnèrent à partir du moment où il accepta.

### Filles modernes
Les Modern girl étaient des femmes japonaises qui adhéraient aux modes et modes de vie occidentalisés dans les années 1920. Ils étaient l'équivalent des garçonnes d'Amérique.
Cette période a été caractérisée par l'émergence de jeunes femmes de la classe ouvrière ayant accès aux biens de consommation et à l'argent pour acheter ces biens de consommation. Les filles modernes étaient décrites comme vivant dans les villes, étant financièrement et émotionnellement indépendantes, choisissant leurs propres prétendants et étant apathiques envers la politique. Ainsi, la fille moderne était un symbole d'occidentalisation. Cependant, après une tentative de coup d'État, l'extrême nationalisme japonais et la Grande Dépression ont incité à revenir à l'idéal du 19e siècle de bonne épouse, sage mère.

### Salon de thé François

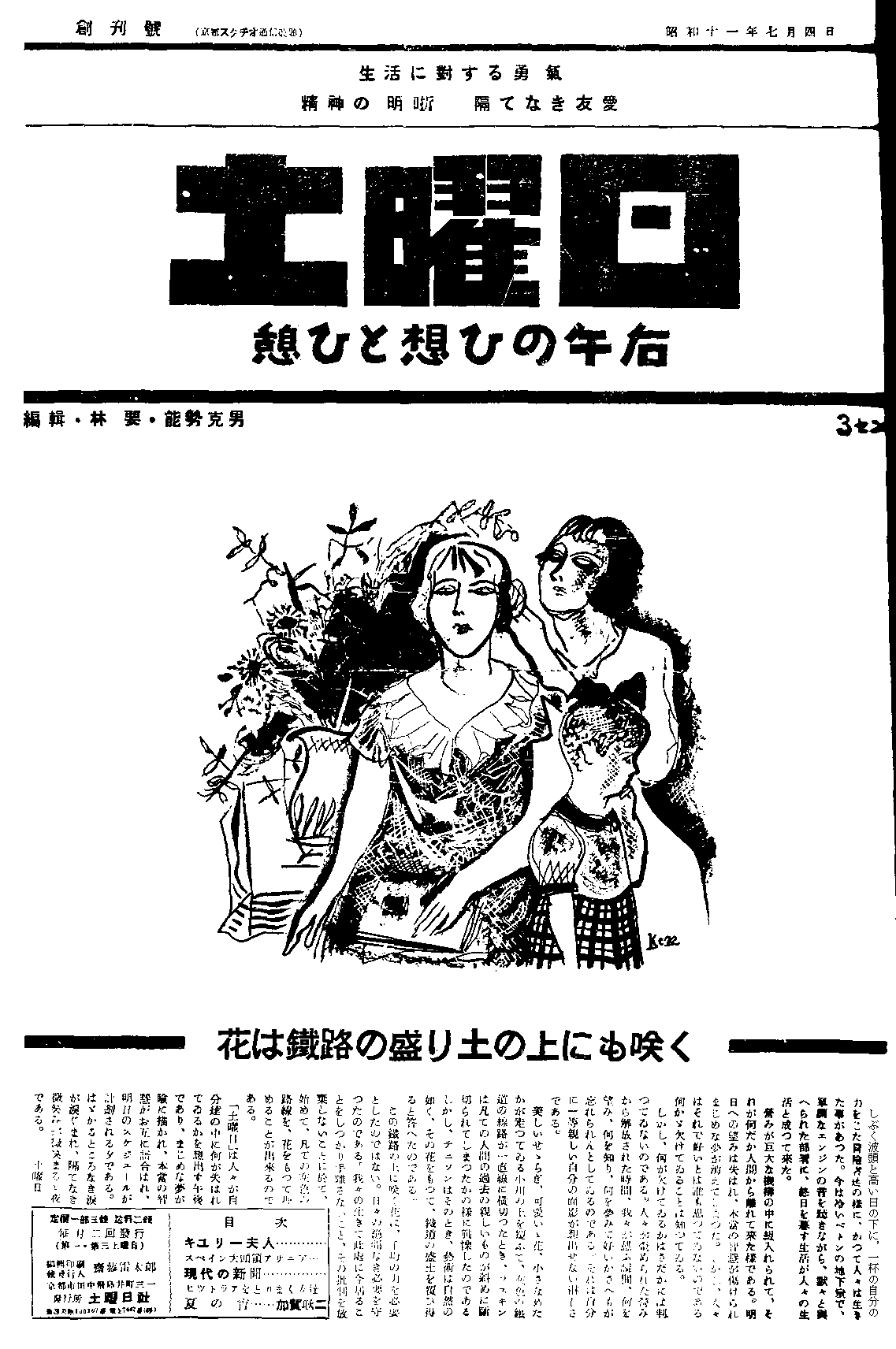
Page de couverture du premier numéro du journal antifasciste Doyōbi, le 7 juillet 1936.

Le Salon de thé François (en) était un café de style occidental créé à Kyoto en 1934 par Shoichi Tateno, qui participa aux mouvements ouvriers et aux mouvements anti-guerre. Le café était une source secrète de fonds pour le Parti communiste japonais alors interdit. Le journal antifasciste Doyōbi a été édité et distribué depuis le café.

### Incident de Takigawa
En mars 1933, le parlement japonais a tenté de contrôler divers groupes et cercles d'éducation. Le ministère de l'Intérieur a interdit deux manuels sur les lois pénales écrits par Takigawa Yukitoki de l'Université impériale de Kyoto. Le mois suivant, Konishi Shigenao, président de l'Université de Kyoto, a été invité à licencier le professeur Takigawa. Konishi a rejeté la demande, mais en raison de la pression des groupes militaires et nationalistes, Takigawa a été licencié de l'université. Cela a conduit à la démission des 39 membres du corps professoral de la faculté de droit de l'Université impériale de Kyoto. De plus, les étudiants ont boycotté les cours et les sympathisants communistes ont organisé des manifestations. Le ministère de l'Éducation a pu supprimer le mouvement en licenciant Konishi. En plus de cette tentative du gouvernement japonais de contrôler les établissements d'enseignement, pendant le mandat du ministre de l'Éducation Ichirō Hatoyama, un certain nombre d'enseignants du primaire ont également été licenciés, pour avoir — ce qui était considéré comme — « des pensées dangereuses ».

## Résistance japonaise pendant la Seconde Guerre mondiale

### Japonais collaborant avec la résistance chinoise

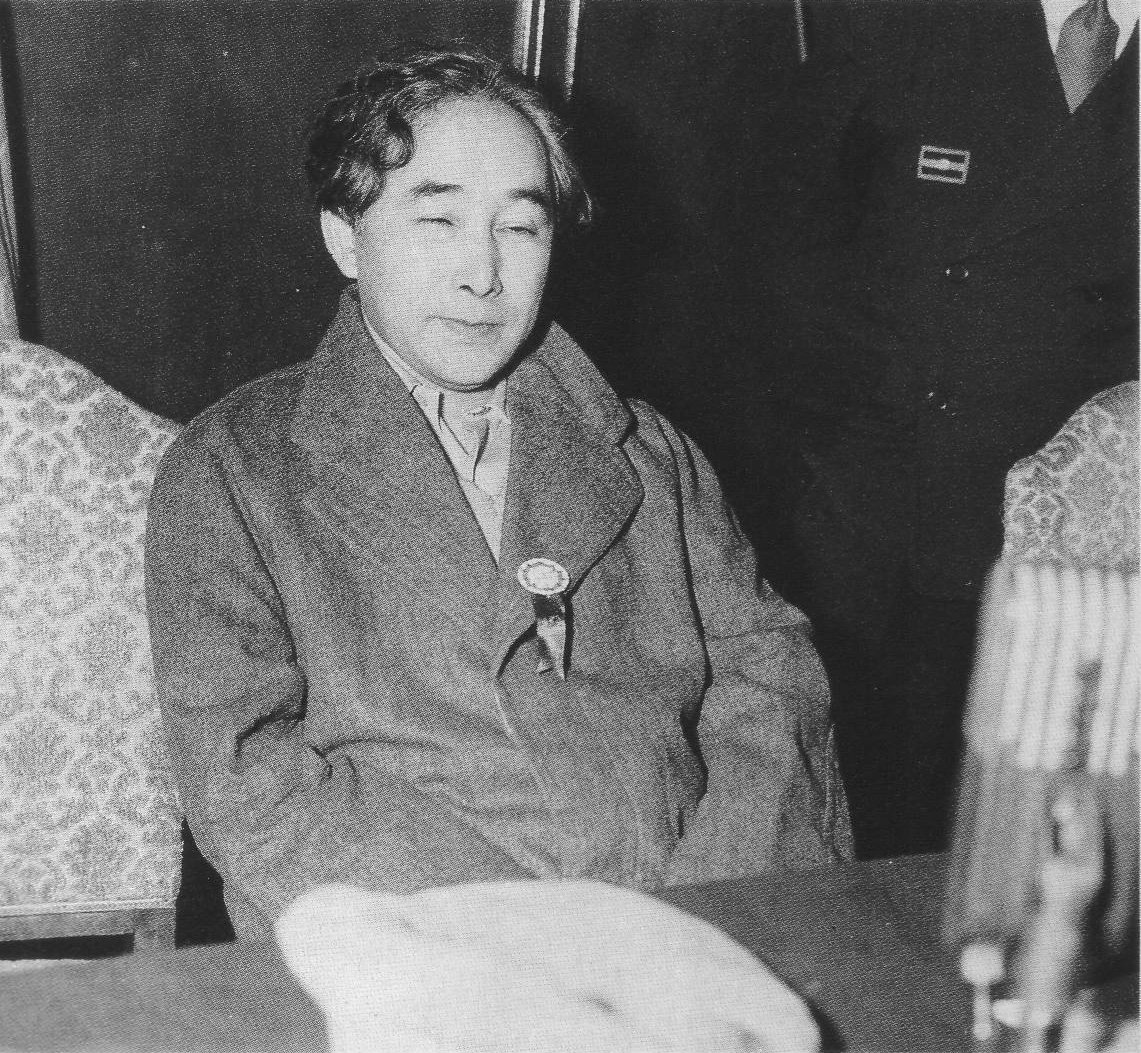
Wataru Kaji après la guerre.

Wataru Kaji était un écrivain prolétaire japonais qui vivait à Shanghai. Sa femme, Yuki Ikeda, a souffert de la torture aux mains des Japonais impériaux. Elle a fui le Japon très jeune, travaillant comme danseuse de salon à Shanghai pour gagner sa vie. Ils étaient amis avec le leader culturel chinois Kuo Mo-jo. Kaji et Yuki fuiraient Shanghai lorsque les Japonais envahiraient la ville. Kaji, avec sa femme, a participé à la rééducation des soldats japonais capturés pour le Kuomintang à Chongqing pendant la deuxième guerre sino-japonaise.
Sa relation avec Chiang Kai-shek a été troublée en raison de son anticommunisme. Kaji travaillerait avec le Bureau des services stratégiques aux derniers stades de la guerre.
Sanzō Nosaka, l'un des fondateurs du Parti communiste japonais, a travaillé avec les communistes chinois à Yan'an pendant la seconde guerre sino-japonaise. Il était chargé de la rééducation des troupes japonaises capturées. Les services de renseignement japonais en Chine cherchaient désespérément à l'éliminer, mais ils ont toujours échoué dans leurs tentatives. Sanzo a pris le nom de « Susumu Okano » pendant la guerre. Aujourd'hui, Sanzō Nosaka est considéré comme une figure déshonorée du Parti communiste japonais lorsqu'il a été découvert qu'il accusait à tort Kenzō Yamamoto, un communiste japonais, d'espionnage pour le Japon. Joseph Staline a fait exécuter Yamamoto en 1939.
Sato Takeo était un médecin japonais qui faisait partie de l'équipe médicale de Norman Bethune pendant la seconde guerre sino-japonaise. L'équipe de Norman était chargée de fournir des soins médicaux aux soldats de l'armée chinoise de la huitième armée de route.

### Japonais collaborant avec les États-Unis
Tarō Yashima (de son vrai nom Jun Atsushi Iwamatsu), un artiste, a rejoint un groupe d'artistes progressistes, sympathique aux luttes des travailleurs ordinaires et opposé à la montée du militarisme japonais au début des années 1930. Le mouvement antimilitariste au Japon était très actif à l'époque, les affiches protestant contre l'agression japonaise en Chine étant très répandues. Après l'invasion japonaise de la Mandchourie, le gouvernement japonais a commencé à réprimer sévèrement la dissidence nationale, y compris le recours à des arrestations et à la torture par les Tokkō (police supérieure spéciale). Iwamatsu qui a été expédié dans une prison japonaise sans jugement avec sa femme enceinte, Tomoe, pour avoir protesté contre le militarisme au Japon. Les conditions dans la prison étaient déplorables et les deux ont été soumis à des traitements inhumains, notamment des coups. Les autorités ont exigé de faux aveux et ceux les ayant avoués ont été libérés.
Jun et Tomoe ont rejoint l'Amérique pour étudier l'art en 1939, laissant derrière eux leur fils, Makoto Iwamatsu, qui allait devenir un acteur prolifique en Amérique. Lorsque la Seconde Guerre mondiale a éclaté, Jun a rejoint le Bureau des services stratégiques en tant que peintre. Il adopta le pseudonyme Taro Yashima, pour protéger son fils qui était encore au Japon. Jun continua à utiliser son pseudonyme lorsqu'il écrivait des livres pour enfants, comme « Crow Boy », après la guerre.
Eitaro Ishigaki (en) était un peintre issei qui a immigré en Amérique de Taiji (Wakayama) au Japon. Au début de la deuxième guerre sino-japonaise et de la guerre du Pacifique, il peint des œuvres d'art contre la guerre et contre le fascisme.
Son tableau Homme à cheval (1932) représente une guérilla chinoise en civil affrontant l'armée japonaise, lourdement équipée d'avions et de navires de guerre. Il est devenu la couverture de New Masses, un magazine communiste américain. Flight (1937) était une peinture qui montrait deux femmes chinoises échappant aux bombardements japonais, courant avec trois enfants devant un homme gisant mort sur le sol. Pendant la guerre, il a travaillé pour le Bureau américain de l'information sur la guerre avec sa femme, Ayako.
Yasuo Kuniyoshi était un peintre antifasciste issei basé à New York. En 1942, il a levé des fonds pour l'United China Relief afin de fournir une aide humanitaire à la Chine alors qu'elle était encore en guerre contre le Japon. Le magazine Time a publié un article mettant en vedette Yasuo Kuniyoshi, George Grosz, un peintre antinazi allemand, et Jon Corbino, un peintre italien, derrière de grandes caricatures peu flatteuses de Hirohito, Hitler et Mussolini. Yasuo Kuniyoshi s'est opposé à l'exposition d'art de Tsugouharu Foujita, aux Kennedy Galleries (en). Pendant la Seconde Guerre mondiale, Tsuguharu Foujita a peint des œuvres de propagande pour l'empire du Japon. Yasuo a qualifié Foujita de fasciste, impérialiste et expansionniste. Yasuo Kuniyoshi travaillait pour le Bureau de l'information sur la guerre pendant la Seconde Guerre mondiale, créant des œuvres d'art représentant des atrocités commises par l'empire du Japon, même s'il était lui-même qualifié d ''étranger ennemi" au lendemain de Pearl Harbor.

### Japonais collaborant avec les Britanniques
Shigeki Oka (en) (1878–1959) était un socialiste et journaliste issei pour le Yorozu Choho, et un ami de Kōtoku Shūsui ou Toshihiko Sakai. Oka accueillit Kotoku à son arrivée à Oakland aux États-Unis. Il était membre de la Sekai Rodo Domeikai (Ligue mondiale du travail). En 1943, l'armée britannique a engagé Shigeki Oka pour imprimer du matériel de propagande à Calcutta en Inde, sous le nom de Gunjin Shimbun.
Le SOAS (Université de Londres) a été utilisé par l'armée britannique pour former des soldats en japonais. Les enseignants étaient généralement des citoyens japonais qui étaient restés en Grande-Bretagne pendant la guerre, ainsi que des Nisei canadiens.Bletchley Park, Government Code and Cypher School (GC&CS), préoccupé par la lenteur du SOAS, a commencé ses propres cours de japonais à Bedford en février 1942. Les cours ont été dirigés par le cryptographe de l'armée royale, le colonel John Tiltman et officier à la retraite de la Royal Navy, le capitaine Oswald Tuck (en).

### Espionnage«Sorge»

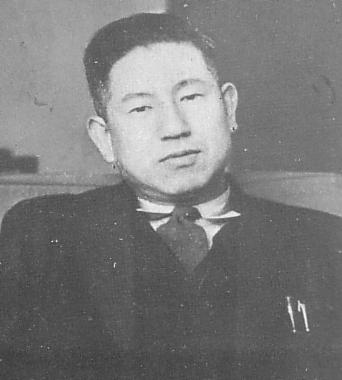
Hotsumi Ozaki.

Richard Sorge était un officier du renseignement militaire soviétique qui a exercé une surveillance en Allemagne et au Japon, travaillant sous l'identité d'un correspondant japonais du journal allemand Frankfurter Zeitung. Il est arrivé à Yokohama en 1933 et a recruté deux journalistes : le journaliste Hotsumi Ozaki de l'Asahi Shimbun, qui voulait des révolutions communistes réussies en Chine et au Japon, et Yotoku Miyagi (en) en 1932, qui ont traduit des articles et des rapports de journaux japonais en anglais et créé un réseau diversifié d'informateurs.
En 1941, il a fait savoir à l'Union soviétique que le Premier ministre Fumimaro Konoe avait décidé de ne pas attaquer immédiatement les Soviétiques, choisissant plutôt de maintenir des forces en Indochine française. Ces informations ont permis à l'Union soviétique de réaffecter des chars et des troupes sur le front occidental sans crainte d'attaques japonaises. Plus tard cette année-là, Sorge et Ozaki ont été reconnus coupables de trahison (espionnage) et ont été exécutés trois ans plus tard en 1944.

### Résistance pacifiste

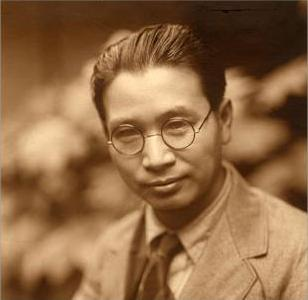
Kagawa Toyohiko, pacifiste chrétien.

Le pacifisme était l'une des nombreuses idéologies visées par les Tokkō. Des pacifistes comme Georges Ohsawa, le fondateur du régime macrobiotique, ont été mis en prison pour ses activités anti-guerre en janvier 1945. En prison, il a souffert de mauvais traitements. Lorsqu'il a finalement été libéré, un mois après le bombardement d'Hiroshima, il était décharné, estropié et aveugle à 80%. Toyohiko Kagawa, un pacifiste chrétien, a été arrêté en 1940 pour ses excuses à la République de Chine pour l'occupation japonaise de la Chine. Yanaihara Tadao (en), un autre chrétien, a fait circuler un magazine anti-guerre à partir de 1936 et jusqu'à la fin de la guerre.

### Communiqués antifascistes
Le journaliste Kiryū Yūyū a publié un bulletin antifasciste, Tazan no ishi, mais il a été fortement censuré et a cessé de paraître avec la mort de Kiryū à la fin de 1941.
Un avocat du nom de Masaki Hiroshi a eu plus de succès avec son communiqué indépendant appelé Chikaki yori . La principale technique de Masaki contre les censeurs masquait simplement ses critiques du gouvernement dans un sarcasme à peine voilé. Cela a apparemment été ignoré par les censeurs, et il a pu continuer à publier des attaques féroces contre le gouvernement jusqu'à la fin de la guerre. Son magazine avait de nombreux lecteurs intellectuels tels que Hasegawa Nyozekan, Hyakken Uchida, Rash Behari Bose (en) et Saneatsu Mushanokōji. Après la guerre, Masaki est devenu un avocat de la défense idiosyncrasique, forçant avec succès de nombreuses reconnaissances de faute professionnelle de la police au péril de sa vie.
Un communiqué moins connu était Kojin konjin, une critique mensuelle de l'armée publiée par l'humoriste Ubukata Toshirō. Encore une fois, l'utilisation de la satire sans appel explicite à une action politique a permis à Ubukata d'éviter les poursuites judiciaires jusqu'à la fin de la guerre, bien que deux questions aient été interdites. Il a cessé sa publication en 1968.

### A Diary of Darkness: The Wartime Diary of Kiyosawa Kiyoshi
Kiyosawa Kiyoshi était un commentateur américain de la politique et des affaires étrangères qui tenait un journal comme notes pour les histoires de la guerre, rapidement devenu un refuge pour la critique envers le gouvernement japonais, opinions qu'il a dû réprimer publiquement. Il relate le contrôle bureaucratique croissant sur tout, de la presse aux vêtements des gens. Kiyosawa a montré du mépris envers Tojo et Koiso. Il déplore la montée de la propagande hystérique et raconte sa propre lutte et celle de ses amis pour éviter l'arrestation. Il a également noté l'augmentation de la pauvreté, de la criminalité et des troubles, tout en retraçant la désintégration progressive de l'effort de guerre du Japon et la certitude imminente de la défaite. Son journal a été publié sous le nom de A Diary of Darkness: The Wartime Diary of Kiyosawa Kiyoshi, en 1948. Il est aujourd'hui considéré comme un classique.

### Film anti-guerre
Fumio Kamei a été arrêté en vertu de la loi sur la préservation de la paix après avoir publié deux documentaires financés par l'État qui, tout en prétendant être des célébrations du Japon et de son armée, dépeignaient des victimes civiles de crimes de guerre japonais et se moquaient du message de la « guerre sacrée » et de la propagande du « beau Japon ». Il a été libéré après la guerre et a continué à faire des films, notamment spécialisé dans le documentaire.

### Implication de Nisei dans la résistance japonaise
Karl Yoneda (en) était un nisei né à Glendale, en Californie. Avant la Seconde Guerre mondiale, il s'est rendu au Japon pour protester contre l'invasion japonaise de la Chine par des militants japonais. Vers la fin de 1938, il fut impliqué dans des manifestations de cargaison de guerre en direction du Japon avec des militants chinois et japonais. Il rejoindra le service de renseignement militaire des États-Unis pendant la guerre.
Koji Ariyoshi (en) était un sergent nisei dans l'armée américaine pendant la Seconde Guerre mondiale et un opposant au militarisme japonais. Il était membre de la Mission Dixie des États-Unis, où il a rencontré Sanzō Nosaka et Mao Zedong. Pendant la guerre, il a également rencontré Wataru Kaji à Chongqing, entendant parler de lui lorsqu'il était en Birmanie. Koji Ariyoshi formera l'Association d'amitié populaire Hawaï-Chine en 1972.

### Sōka Gakkai
L'organisation japonaise controversée considère son fondateur Tsunesaburo Makiguchi comme un dissident politique pour son refus de considérer le culte shinto comme supérieur au bouddhisme Nichiren. Il fut arrêté le 6 juillet 1943 pour avoir "nié la divinité de l'empereur" et "calomnié" le Grand sanctuaire d'Ise. Il mourut en prison le 18 novembre 1944, à l'âge de 73 ans.